# Bulbophyllum trichaete
Bulbophyllum trichaete är en orkidéart som beskrevs av Rudolf Schlechter. Bulbophyllum trichaete ingår i släktet Bulbophyllum och familjen orkidéer. Inga underarter finns listade i Catalogue of Life.